# Real Fábrica de Armas de Orbaiceta
La Real Fábrica de Armas y Municiones fue una manufactura real instalada en el municipio de Orbaizeta, por orden de Carlos III de España en 1784, y se mantuvo en funcionamiento hasta 1884.

## Historia
En el lugar en que fue levantada, existió desde 1432 una ferrería autorizada por Blanca I de Navarra para explotar la riqueza de metales de la zona.
Durante casi un siglo fue, junto con la Real Fábrica de Armas de Trubia, el centro industrial de carácter militar más importante del norte del país. Fue ocupada por los franceses, que la destruyeron parcialmente durante la Guerra de la Independencia. Tras litigios entre los vecinos del valle de Aézcoa y los militares, cesó en su funcionamiento en 1884.
El conjunto histórico industrial fue declarado Bien de Interés Cultural el 15 de julio de 2008, en la categoría de Monumento. En la actualidad está incluido en la Lista Roja de patrimonio en peligro elaborada por la asociación Hispania Nostra. Fue incluido el 29 de enero de 2008, desde esa fecha se han realizado actuaciones de consolidación y recuperación de algunas construcciones; entre otras se ha rehabilitado el Palacio, que ha quedado acondicionado como punto de acogida de visitantes y centro de interpretación de la fábrica.